# Laborschläfer
Laborschläfer ist ein Roman von Jochen Schimmang, der 2022 in der Edition Nautilus erschien. Darin geht es um einen Soziologen im Rentenalter, der als Proband an einem Forschungsprojekt zur Erkundung des kollektiven Gedächtnisses teilnimmt und seine Erinnerungen protokolliert.

## Inhalt
„Manche sammeln Leergut, ich schlafe.“ So beschreibt Rainer Roloff das, womit er seine karge Rente aufbessert. Der Diplom-Soziologe arbeitete schon als Auslieferungsfahrer, Wareneinräumer im Supermarkt, Kellner in einer Szene-Kneipe und wiederholt als Sprachlehrer („Deutsch für Anfänger“). Inzwischen nennt er sich „Privatgelehrter“.
Der 1948, kurz vor der Gründung der Bundesrepublik, in Köln geborene Roloff ist der Ich-Erzähler des Romans. Regelmäßig pendelt er in den Jahren 2020/2021 zwischen seiner Heimatstadt und Düsseldorf, wo er in einem Schlaflabor als Proband an einer Langzeitstudie zur Gedächtnisbildung während des Schlafes teilnimmt. Bei 16 Probanden und Probandinnen unterschiedlichen Alters wird dokumentiert, welche Erinnerungen aus ihrer Lebenszeit, persönlicher oder zeitgeschichtlicher Art, ihnen in den ersten 20 Minuten nach dem Aufwachen kommen. Geleitet wird das Projekt zur Erforschung eines kollektiven Gedächtnisses von Dr. Meissner, dessen Vorname nie genannt wird. Der lässt sich auch vom Corona-Lockdowns nicht bremsen: „Wir machen weiter. Die Forschung darf nicht stillstehen. Sie kommen mit dem Taxi.“

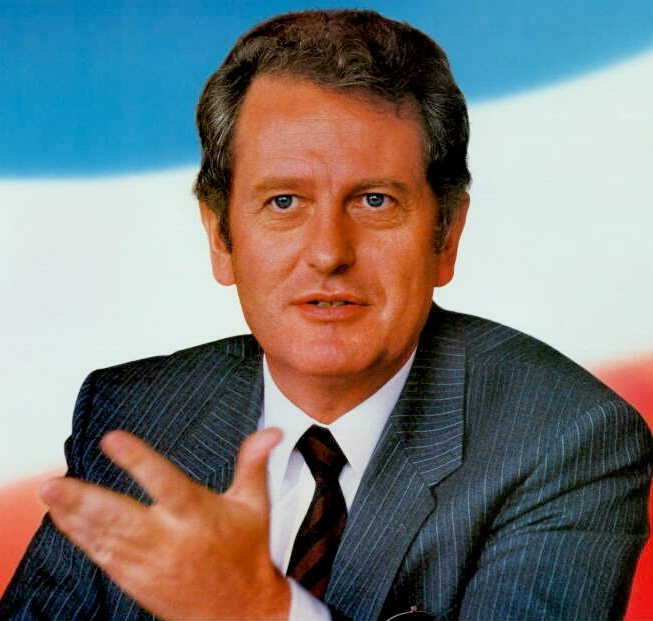
Uwe Barschel, 1987. Er und sein Tod in Genf fallen Roloff nach der ersten Labornacht ein.

Nach seinem ersten Aufwachen im Schlaflabor denkt Roloff an die Barschel-Affäre des Jahres 1987, deren Schilderung sich im Buch über sieben Seiten erstreckt. Die Affäre hatte den Ich-Erzähler besonders auch deshalb interessiert, weil in den Ermittlungen der Genfer Polizei zum Tod des schleswig-holsteinischen Politikers mehrfach die Rede von einem Namensvetter, Rainer Roloff, gewesen war, mit dem Barschel angeblich eine Verabredung hatte, der aber nicht identifiziert werden konnte.
Eine der nächsten Aufwacherinnerungen gilt der Friedensdemonstration im Bonner Hofgarten 1983, bei der er Heinrich Böll hörte, der ziemlich leise sprach und „irgendwie erschöpft“ wirkte. An einem anderen Aufwachmorgen hört Roloff deutlich den an einen berühmten Loriot-Sketch gemahnenden Satz: „Ob wohl Herr Müller-Lüdenscheid noch lebt?“ Die fragende Stimme ist eindeutig die seiner Ex-Partnerin Lotte.

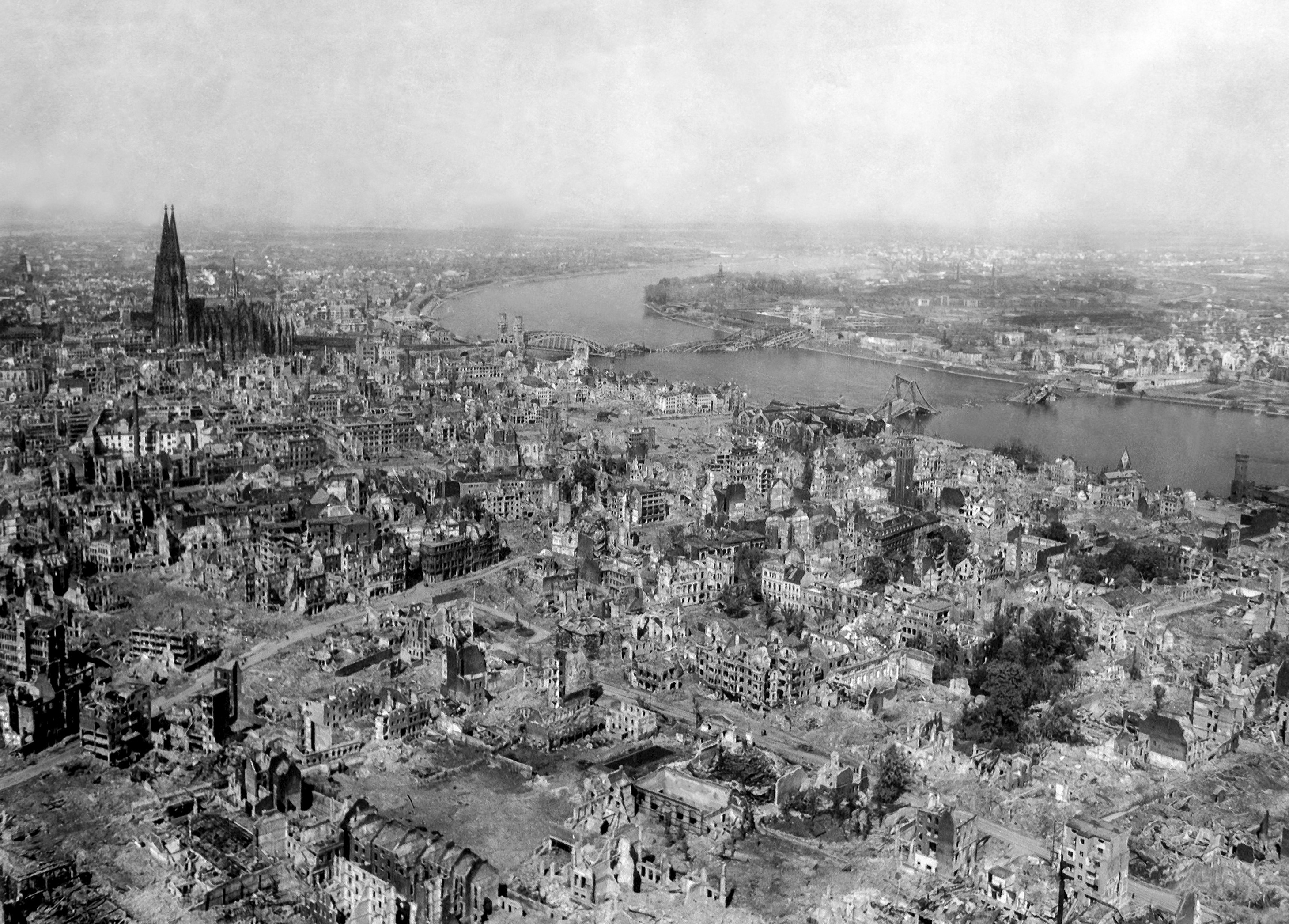
Köln 1945, Trümmer tauchen oft in den Erinnerungen des Ich-Erzählers auf.

Es folgen viele Erinnerungen, persönlicher, politischer und gesellschaftlicher Art, die nicht immer während der Aufwachphase im Labor an die gedankliche Oberfläche kommen, sondern auch während der vielen Reisen Roloffs und während der Besuche seiner Schwester Leonie, einer erfolgreichen Medizinerin, sowie während seines Umzuges in eine bessere Wohnung. Der war ihm nach dem Tod der Mutter und einer Erbschaft möglich. In seinen Erinnerungen spielen Nachkriegs-Trümmer, Trümmerfrauen und Kinderspiele in den Trümmerlandschaften häufig eine Rolle. Darum nennt ihn Dr. Meissner rückblickend „Herr Roloff aus Köln, der Trümmerprinz“.
Zu solchen Erinnerungen gehören solche wie die an den netten Nachbarn „Onkel Hans“ aus der Kinderzeit, der plötzlich verhaftet wird, weil er „früher schlimme Sachen gemacht hatte, weit hinten im Osten“. Roloff erinnert sich an Kinofilme, an Musik, an den Tod John Lennons und auch an den „Toast Mozart“, der früher in den Speisewagen der Bundesbahn und auch der MITROPA serviert wurde: ein Toast mit kleinem Steak und Champignons.
Gegen Ende des Romans erkrankt Dr. Meissner an einer ungenannten Krankheit, die seine Erinnerungen erheblich beeinträchtigt und ihn zunehmend abwesend erscheinen lässt. Darum muss er seine Arbeit am Forschungsprojekt einstellen, das von bisherigen Mitarbeitern weitergeführt wird. Auch Roloff wird nun als soziologischer Mitarbeiter in die Forschungsarbeit eingebunden, bleibt aber auf seinen ausdrücklichen Wunsch gleichzeitig Proband.
In Dr. Meissners Schreibtisch wird eine mit Tintenfüller beschriebene Kladde („Das Grüne Buch“) gefunden, das im Roman in voller Länge dokumentiert wird. Den Inhalt ordnet Roloff irgendwo zwischen wahnsinnig und genial ein. Im grünen Buch finden sich Sätze wie „Das Regierungshanteln ist absolut unzulänglich!“ oder „Gänsehout. Gänsevleisch. »Gänsevleisch ma’n Gofferraum uffmachen?«“
Später dekliniert Ich-Erzähler Roloff (oder Autor Schimmang, das wird nicht deutlich) ein Zitat von Oliver Kahn („Weiter, weiter, immer weiter“) von A bis Z durch, von „Die Autoindustrie macht weiter, die Architekten machen weiter, die Antisemiten machen weiter, die Arschlöcher für Deutschland machen weiter“ über „Die Helden machen weiter, die Hutbürger machen weiter, die Heimat macht weiter“ und „Die Ökologie macht weiter, die Ölforderung macht weiter, Österreich macht weiter, die Östrogene machen weiter, die Ödnis macht weiter“ bis „Die Zoologischen Gärten machen weiter, die Zuckerfabriken machen weiter, die Zahntechniker machen weiter, die Zulassungsstellen machen weiter, die Zeichenleser machen weiter zum Glück.“ Die seitenlange Weitermach-Passage wird mit dem Satz beendet: „Jetzt wird wieder in die Hände gespuckt / Wir steigern das Literaturprodukt“.
Zum Schluss gehen Roloff, der inzwischen auch von Abwesenheitsmomenten und Gedächtnisproblemen geplagt wird, und Dr. Meissner gemeinsam spazieren und stürzen. Als sie lachend auf der Straße liegen, werden sie von Passanten gefragt: „Haben Sie sich wehgetan? Ist etwas passiert? Können Sie aufstehen? Ist Ihnen schwindlig? Sollen wir einen Rettungswagen rufen?“ Im letzten Satz des Romans kommentiert Roloff: „Was für dumme Fragen. Und doch so liebe Leute.“

## Rezeption
Jörg Magenau (Deutschlandfunk) erinnert daran, dass Schimmang in all seinen Romanen ein Chronist der bundesdeutschen Geschichte aus politisch linker und geographisch rheinländischer Perspektive ist. Der Osten des Landes sei für ihn bis heute ein unbekanntes Territorium geblieben. Schon an der fortgesetzten deutsch-deutschen Teilung müsse Dr. Meissners Erforschung eines kollektiven Gedächtnisses scheitern, aber auch am Bruch zwischen den Generationen. Dem Arzt sei das von vornherein klar. Damit scheitere aber auch Schimmangs Roman, der sich erst gar nicht die Mühe mache, Roloffs Erinnerungssplitter ins Kollektive hinein zu erweitern. Das Buch sei selbst ein historisches Relikt, ein Dokument altlinker Denkweisen, eine Sammlung literarischer Trümmer aus einer versunkenen Welt.
Patrick Bahners (Frankfurter Allgemeine Zeitung) kann dem Roman wenig abgewinnen und meint, man könne ihn insofern der „Trivialliteratur“ zurechnen, als das Buch inhaltlich wie formal nach „Rätsellosigkeit“ strebe. Roloff reihe Anekdoten und Aphorismen einer Lebenszeit aneinander, die mit der Geschichte der Bundesrepublik zusammenfällt. Je nach Alter könne der Leser viel bis sehr viel wiedererkennen.
Für Martin Oehlen (Frankfurter Rundschau) ist Laborschläfer ein durchweg amüsanter Roman über das Erinnern und über das Vergessen (von dem dann ausgerechnet Dr. Meissner betroffen wird). Lakonisch schildere Schimmang die kleinen Siege und Niederlagen seines Helden. Kalauer, wie „Habermas papam“, kämen im Buch vor. Auch vor Namenswitzen schrecke der Autor nicht zurück, so erwähne er einen Mann, der bei rechtsradikalen Ausschreitungen „über die Maaßen kurzsichtig war“.
Helmut Böttiger (Deutschlandfunk Kultur) lobt das Spiel mit Andeutungen und Verweisungssystemen, das Schimmang genussvoll praktiziere. Er sei beileibe kein typischer Vertreter der 68er-Generation und schildere zeittypische Erfahrungen aus liebevoll-ironischer Distanz, mit einem Wissen um Vergeblichkeiten. Laborschläfer sei ein melancholischer, gelassener Roman mit unvorhersehbaren humoristischen Sprengsätzen. Auch Oliver Pfohlmann (die tageszeitung) lobt den Roman als wunderbar erzählt, findet es aber wenig plausibel, dass ein so scharfer Beobachter wie Rainer Roloff nichts von der gesellschaftlichen Spaltung des Corona-Lockdowns mitbekommen haben soll.